# 1,1,1-三氟-2,2-二溴乙烷
1,1,1-三氟-2,2-二溴乙烷是一种有机化合物，化学式为CF3CHBr2。它可由1,1,1-三氟-2,2,2-三溴乙烷的加氢还原反应制得。1,1,1-三氟乙烷和溴在500 °C反应也会生成少量的该化合物。